# Проксенія
Проксенія (грец. προξενία), або право публічної гостинності, була найдавнішою формою відносин і міжнародного права у Давній Греції. До 6 ст. до н. е. чужинці були позбавленні в грецьких полісах будь-якої опіки. Тобто, громадяни одного полісу не мали в іншому полісі ніяких прав і були беззахисними з правової точки зору. Така ситуація потребувала врегулювання. Саме в 6 ст. до н. е. на чужинців було поширене право гостинності. Спочатку воно мало індивідуальний, приватний характер. Чужинець, який потрапляв у поліс, покладався на опіку одного з мешканців цього полісу – проксена, який ставав його захисником і гарантом у правових і торгових справах.
Пізніше проксенія поширилася не лише на приватних осіб, а й на роди, племена і цілі держави.
Проксенія була інституцією публічною, але проксен не був посадовцем чи чиновником. Це була приватна, а не політична фігура, тому проксенами ставали не завдяки своєму становищу в полісі, а завдяки родинним зв'язкам в тому, чи іншому полісі. Проксен був громадянином того міста, в якому він мав захищати інтереси осіб, або держав, з якими він про це домовився, сумлінність виконання проксеном своїх обов'язків гарантувалася його родинними зв'язками з громадянами цього полісу. Тобто родинні, особисті зв'язки були визначальними при виборі проксена, оскільки це, у той час, вважалося певною гарантією. З часом компетенція проксена була розширена. Він став не лише захищати інтереси чужинців у своєму полісі, його діяльність розширилася до одержання прав представляти інтереси чужої держави перед Народними зборами свого полісу. Це спричинило надання йому дипломатичних привілеїв та імунітетів. Але проксен не був повноцінним послом. Він, перш за все, приймав у себе послів від чужого полісу і був їхнім представником у своєму полісі, та вже разом з ними брав участь у переговорах з місцевою владою. Його основним завданням було підготувати самі переговори, використовуючи свої зв'язки у рідному полісі.
Це була взаємовигідна співпраця. Проксен, в обмін на свої зобов'язання відстоювати інтереси певного полісу, отримував почесні привілеї, а також різні переваги відносно інших іноземців щодо торгівлі, податків та суду, від цього полісу. Ці привілеї стимулювали торговців, які були зацікавлені у торгівлі між полісами, ставати проксенами. Поступово цей пост ставав спадковим.

## Функції проксенів
- Турбота про розміщення іноземців.
- Посередництво між іноземними офіційними особами та установами.
- Засвідчення складених іноземцями заповітів.
- Визначення порядку ліквідації спадщини іноземця, якщо він не мав законних спадкоємців.
- Посередництво у торгівлі.
- Забезпечення іноземцям доступу до храмів для здійснення релігійних обрядів.

Пост проксена вважався почесним і надавався визначним людям. Так Демосфен був проксеном Фів у Афінах, а Кімон був проксеном в Афінах відразу двох полісів: Спарти і Фессалії
Ці люди, які ставали проксенами, залишалися повноправними громадянами свого полісу, а їхні зв'язки з іншими полісами допомагали врегульовувати суперечності між різними грецькими полісами і таким чином пом'якшувати ворожнечу, яка постійно роз'їдала і руйнувала еллінський світ.
Проксенія, як форма зв'язків отримала широке поширення і стала основою всіх наступних міжнародних зв'язків античності.